# DJ Spooky
DJ Spooky, músico nacido en 1970 en Washington D. C., es un representante del illbient y el trip hop, es también turntablist y productor.
Paul Miller, alias DJ Spooky inició su carrera interesado en el punk y la música go-go, estudió en Bowdoin College, donde se graduó en Filosofía y literatura francesa. Comenzó escribiendo Ciencia ficción y conformó el colectivo llamado Soundlab con un variado grupo de artistas. A mediados de los años 90, Spooky grabó discos sencillos y sencillos extendidos (EP); su álbum debut o LP fue "Songs of a Dead Dreamer", ampliamente reconocido como el principio de un género llamado "illbient". Riddim Warfare (ver 1998 en la música) fue un éxito underground que incluyó colaboraciones con Dr. Octagon y otras figuras de culto del indie rock. Trabajó en diversas y variadas colaboraciones con artistas para la producción de discos compactos (CD) y mezclas. En el año 2002 presentó "Modern Mantra". Y el mismo año vio también el lanzamiento de "Optometry", una aclamada colaboración con músicos del avant-jazz como Matthew Shipp, William Parker, Guillermo E. Brown y Joe McPhee. Este álbum también presenta una pista con Billy Martin de "Medeski, Martin & Wood."

## Discografía

### Álbumes
- Necropolis (Knitting Factory Works KFW 185), 1996
- Songs of a Dead Dreamer (Asphodel Records 0961), 1996
- Synthetic Fury EP (Asphodel Records 0110), 1998
- Haunted Breaks Volumes I and II (Liquid Sky Music),  1998
- Riddim Warfare (Outpost-Geffen CD), 1998; (Asphodel Records Vinyl), 2002
- Under the Influence (Six Degrees PRCD 1056-2) (DJ mix record), 2001
- Songs of a Dead Dreamer (2002 Edition) (Asphodel Records 2009), 2002
- Modern Mantra (Shadow/Instinct SDW 135-2) (DJ mix record), 2002
- Optometry (Thirsty Ear THI 57121.2), 2002
- DJ Spooky That Subliminal Kid vs. Twilight Circus Dub Sound System - Riddim Clash, 2004
- Drums of Death - DJ Spooky vs. Dave Lombardo (Thirsty Ear), 2005
- The Secret Song (Thirsty Ear), 2009
- Of Water and Ice (Jamendo), 2013

### Sencillos y EP
- Galactic Funk (Asphodel 101), 1997
- Object Unknown (con remixes de DJ Spooky y Kut Masta Kurt) (Outpost/Geffen CD; Asphodel vinyl), 1998
- Peace in Zaire (con remixes de Ambassador Jr., y The Dub Pistols) White Label Only (Outpost/Geffen), 1999
- Subliminal Minded EP-Peace in Zaire Remixes (Bar None Records), 1999
- Catechism con Killah Priest (Synchronic), 2002, SYC 002
- Optometrix 12” (Thirsty Ear), 2003, THI 57132.1

## Obras

### Ensayo
- Paul D. Miller, La ciencia del ritmo, Alpha Decay, Barcelona, 2007.